# Georg Lux
Georg Lux (* 1974 in Villach) ist ein österreichischer Journalist und Schriftsteller.
Seine Journalistenlaufbahn begann Lux bei Täglich Alles als Polizeireporter in Wien. Er war Chefredakteur der Gratiszeitung ok und ist seit 2012 Digitalchef und Mitglied der Chefredaktion der Kleinen Zeitung in Kärnten.
Der schriftstellerische Schwerpunkt des Bergwanderführers liegt bei Lost Places in seiner weiteren Umgebung.

## Werke
Jeweils mit Fotograf Helmuth Weichselbraun:
- Lost Places in Kroatien; Styria Verlag, 2023[5]
- Lost Places in der Alpen-Adria-Region; Styria Verlag, 2021
- Lost Places in der Steiermark; Styria Verlag, 2021
- Vergessen & verdrängt; Styria Verlag, 2019
- Vergessene Paradiese; Styria Verlag, 2018
- Verfallen & vergessen; Styria Verlag, 2017
- Gold in Österreich; Styria Premium, 2015
- Kärntens geheimnisvolle Unterwelt; Styria Regional Carinthia, 2013